# تابع حسابی
در نظریه اعداد، تابع حسابی تابعی است با دامنه اعداد طبیعی.
گاهی به این توابع تابع نظریه اعدادی نیز می‌گویند اما این لفظ بیشتر به توابع حسابی با برد اعداد حقیقی یا مختلط استفاده می‌شود.
توابع حسابی نقش اساسی در نظریه اعداد دارند و کمک می‌کنند خواص اعداد را بهتر مورد مطالعه قرار دهیم توابع از اهمیت زیادی در ریاضیات برخوردار هستند و اکثر ضابطه‌ها را می‌توان روی تابع به نمایش گذاشت.

## مثال‌هایی از توابع حسابی
نمونه‌های زیادی را می‌توان از توابع حسابی نام برد. چند نمونه از مهم‌ترین و پرکاربردترین آنها عبارت‌اند از:
- تابع فی اویلر: تابع فی-اویلر یا تابع کامل اویلر، به ازای هر عدد طبیعی n به صورت تعداد اعداد طبیعی نابیشتر از n که نسبت به n اولند تعریف می‌شود و آن را با {\displaystyle \phi } نشان می‌دهند.
- تابع موبیوس: از مهم‌ترین توابع حسابی تابع موبیوس است که آن را با {\displaystyle \mu } نشان می‌دهند و برای هر عدد طبیعی n به صورت زیر تعریف می‌شود:

{\displaystyle \mu (n)={\begin{cases}1&{\mbox{if n=1}}\\0&{\mbox{if n is not square free}}\\(-1)^{r}&{\mbox{if }}n=p_{1}p_{2}p_{3}...p_{r}\end{cases}}}
یا به عبارت دیگر:
- - {\displaystyle \mu (n)=1} اگر n=1.
  - اگر n عددی خالی از مربع نباشد(یعنی بر مربع عددی اول بخش‌پذیر باشد) در این صورت {\displaystyle \mu (n)=0}
  - اگر n=p1p2p3...pr که در آن piها اعداد اول متمایز هستند، {\displaystyle \mu (n)=(-1)^{r}}
- تابع منگولد: برای هر عدد طبیعی n تابع منگولد {\displaystyle \Lambda (n)} را به صورت زیر تعریف می‌کنیم:

{\displaystyle \Lambda (n)={\begin{cases}\log p&{\mbox{if }}n=p^{k}{\mbox{ for some prime }}p{\mbox{ and integer }}k\geq 1\\0&{\mbox{otherwise}}\end{cases}}}
یا به عبارت دیگر:
- - اگر به ازای عدد اول p و عدد طبیعی n=pk ،k آنگاه {\displaystyle \Lambda (n)=\ln p}
  - در غیر این صورت {\displaystyle \Lambda (n)=0}
- تابع لیوویل: برای هر عدد طبیعی n، تابع لیوویل {\displaystyle \lambda (n)} را به صورت زیر تعریف می‌کنیم:
  - اگر n=1، آنگاه {\displaystyle \lambda (1)=1}
  - اگر n>1 و {\displaystyle n=p_{1}^{\alpha _{1}}p_{2}^{\alpha _{2}}p_{3}^{\alpha _{3}}...p_{r}^{\alpha _{r}}} تجزیه استاندارد n به عوامل اول باشد، آنگاه

{\displaystyle \lambda (n)=(-1)^{\alpha _{1}+\alpha _{2}+\alpha _{3}+...+\alpha _{r}}}.
- توابع مقسوم علیهی: برای هر عدد طبیعی n و هر عدد حقیقی α تابع {\displaystyle \sigma _{\alpha }(n)} را به صورت مجموع توانهای α ام مقسوم علیه‌های n تعریف می‌کنیم یعنی:

{\displaystyle \sigma _{\alpha }(n)=\sum _{d|n}d^{\alpha }}
- تابع همانی:برای هر عدد طبیعی n تابع {\displaystyle I(n)=\left[{\frac {1}{n}}\right]} را تابع همانی می‌گویند. علت نام‌گذاری این تابع به عنوان همانی آن است که این تابع عضو خنثی (همانی) نسبت به ضرب دیریکله توابع حسابی محسوب می‌شود.
- تابع یکه:به ازای هر عدد طبیعی n تابع {\displaystyle u(n)=1} را تابع یکه می گویم.
- تابع توان:برای هر عدد طبیعی n و هر عدد حقیقی با مختلط α تابع {\displaystyle N^{\alpha }(n)=n^{\alpha }} را تابع توان می‌گوییم.

## توابع حسابی ضربی
برای مطالعه بیشتر به مقاله تابع ضربی مراجعه کنید.
تابع حسابی f را ضربی می‌گوییم هرگاه به ازای هر دو عدد طبیعی متباین(نسبت به هم اول) m,n داشته باشیم:
{\displaystyle f(mn)=f(m)f(n)}
همچنین تابع حسابی f را ضربی قوی یا کاملاً ضربی می‌گوییم هرگاه برای هر دو عدد طبیعی m,n داشته باشیم:
{\displaystyle f(mn)=f(m)f(n)}
به عنوان مثال تابع فی اویلر و تابع موبیوس از جمله توابع ضربی و تابع لیوویل، تابع یکهو تابع توان از جمله توابع کاملاً ضربی می‌باشند.

## مجموع دیریکله تابع حسابی
برای مطالعه بیشتر به مقاله مجموع دیریکله مراجعه کنید.
اگر f تابعی ضربی باشد، برای هر عدد طبیعی n:
{\displaystyle \sum _{d|n}f(d)}
را مجموع دیریکله یا مجموعه مقسوم علیهی تابع حسابی f می‌گوییم که در آن مجموع بر روی مقسوم علیه‌های n چون d در نظر گرفته شده‌است.
آشکار است که اگر f تابعی حسابی باشد،{\displaystyle g(n)=\sum _{d|n}f(d)} نیز تابعی حسابی است. اگر f ضربی باشد مجموع دیریکله آن یعنی g نیز ضربی خواهد بود.
نمونه‌های زیر مجموع دیریکله برخی توابع مهم را نشان می‌دهد:
- - {\displaystyle \sum _{d|n}\phi (d)=n}
  - {\displaystyle \sum _{d|n}\mu (d)=\left[{\frac {1}{n}}\right]}
  - {\displaystyle \sum _{d|n}\Lambda (d)=\ln n}

## ضرب دیریکله تابع حسابی
برای مطالعه بیشتر به مقاله ضرب دیریکله مراجعه کنید.
اگر f و g دو تابع حسابی باشند حاصل ضرب دیریکله دو تابع را با f*g نشان می‌دهیم و برای هر عدد طبیعی n به صورت زیر تعریف می‌کنیم:
{\displaystyle (f*g)(n)=\sum _{d|n}f(d)g\left({\frac {n}{d}}\right)}
این مجموع‌ها در مطالعه توابع حسابی بسیار ظاهر می‌شوند.
همچنین لازم به توضیح است که به ضرب دیریکله، پیچش دیریکله نیز می‌گویند. این حاصل ضرب را می‌توان به پیچش‌های تعمیم یافته تعمیم داد که عملی مشابه را بین تابعی حقیقی یا مختلط و تابعی حسابی تعمیم می‌دهد.

## مشتق توابع حسابی
برای مطالعه بیشتر به مقاله مشتق توابع حسابی رجوع کنید.
اگر f تابعی حسابی باشد مشتق f را برای هر عدد طبیعی n به صورت:
{\displaystyle f^{\prime }(n)=f(n)\ln n}
تعریف می‌کنیم.
رفتار این مشتق تاحد زیادی به رفتار مشتق در حساب دیفرانسیل و انتگرال شبیه است.
به عبارت دیگر اگر f و g توابعی حسابی باشند:
- - {\displaystyle (f+g)^{\prime }=f^{\prime }+g^{\prime }}
  - {\displaystyle (f*g)^{\prime }=f^{\prime }*g+f*g^{\prime }}